# Tre sange til tekster af Theodor Caspari
Tre sange til tekster af Theodor Caspari is een verzameling liederen van Hjalmar Borgstrøm. Hij zette muziek onder een drietal gedichten van Theodor Caspari. Caspari leverde ook al de tekst voor opus 28 de Reformasjonskantate.
De drie liederen zijn:
- Du gav ham dine læber
- Smil fra din krybbe (beginregel: "tystnet er slagenes drumpe drøn")
- Mors dag (Hendes dag) (beginregel: "Sidder de i saare tanker")

Lied nummer 2 werd in zijn geheel afgedrukt in de Aftenposten van 24 december 1918 onder de titel Juleaften (Kerstavond). Van lied nummer 3 bestaat een arrangement voor gemengd koor.
De drie liederen verschenen in 1920 in drukvorm bij Norsk Musikforlag en werden verspreid uitgevoerd in de volgende jaren.